# Крюгер, Иоганн
Иоганн Крюгер, серболужицкий вариант — Ян Кригарь (нем. Johann Crüger, н.-луж. Jan Krygaŕ; 9 апреля 1598, Гросс Брезен — 23 февраля 1662, Берлин) — немецкий композитор и теоретик музыки, автор множества мелодий и их хоральных обработок, используемых в лютеранском обиходе. 

## Биография и творчество
В 1622 стал кантором церкви Святого Николая в Берлине. Выпустил три сборника гимнов, в каждом из которых содержится мелодия «Herzliebster Jesu, was hast du verbrochen?» использованная И. С. Бахом в «Страстях по Матфею» и «Страстях по Иоанну». Сборник «Berliner Gesangbuch» вышел в 1640 году, «Kirchenmelodien» в 1649 году («Herzliebster Jesu» представлена для 4 голосов и инструментального сопровождения). Третий, самый популярный сборник «Praxis pietatis melica» вероятно вышел в 1635 году. К 1733 году вышло 43 издание этого сборника. К началу XX века около 20 мелодий Крюгера все ещё пользовались популярностью, особенно «Nun danket alle Gott».

## Труды по теории музыки
- Praecepta musicae practicae figuralis (Berlin, 1625)
- Kurtzer und verstendtlicher Unterricht, recht und leichtlich singen zu lernen (Berlin, 1625)
- Synopsis musica (Berlin, 1630; 2-е расширенное издание 1654)
- Quaestiones musicae practicae <...> (Berlin, 1650)
- Musicae practicae praecepta brevia et exercitia pro tyronibus varia (Berlin, 1660)